# Museo dell'Opera del Duomo (Prato)
Il Museo dell'Opera del Duomo di Prato è stato fondato nel 1967 in alcuni ambienti del Palazzo Vescovile ed ampliato in più tempi per ospitare opere provenienti dalla Cattedrale di Santo Stefano e dal territorio diocesano. L'ingresso è ubicato in piazza duomo alla base del campanile.

## Storia
Il Museo sorse nel 1967 in due sale (le ultime descritte) tra il palazzo Vescovile e la cattedrale; fu poi ampliato nel 1976 con altri ambienti prospicienti il chiostro romanico della cattedrale per ospitare opere provenienti dall'intera diocesi e i prestigiosi rilievi del pulpito di Donatello, tolti dall'esterno della chiesa nel 1970. Nel 1980 vennero collegate al museo le Volte sotto il transetto della cattedrale, e altri ambienti si aggiunsero nel 1993-1996, avviando anche i lavori per ricollegare le varie sezioni in un unico percorso che dal campanile della cattedrale scende alla zona sepolcrale sotto le cappelle del transetto della stessa chiesa, e attraversa varie sale dell'antico Palazzo dei Proposti, intorno all'armonioso chiostro romanico. La raccolta si configura come Museo diocesano. 
Fino al 2013 l'ingresso del museo era dal cortiletto di fianco alla facciata del Duomo di Prato; dopo questa data, avendo collegato la visita del museo a quella degli affreschi di Filippo Lippi in cattedrale (con un unico biglietto), il nuovo ingresso è stato posto sotto il campanile duecentesco del Duomo di Prato. 

## Percorso espositivo e opere
L'itinerario espositivo del Museo Diocesano si sviluppa in sette sale, oltre alla sezione archeologica, al chiostro romanico, all'Antiquarium e alle "Volte".

### "Volte", Cappella di Santo Stefano eAntiquarium

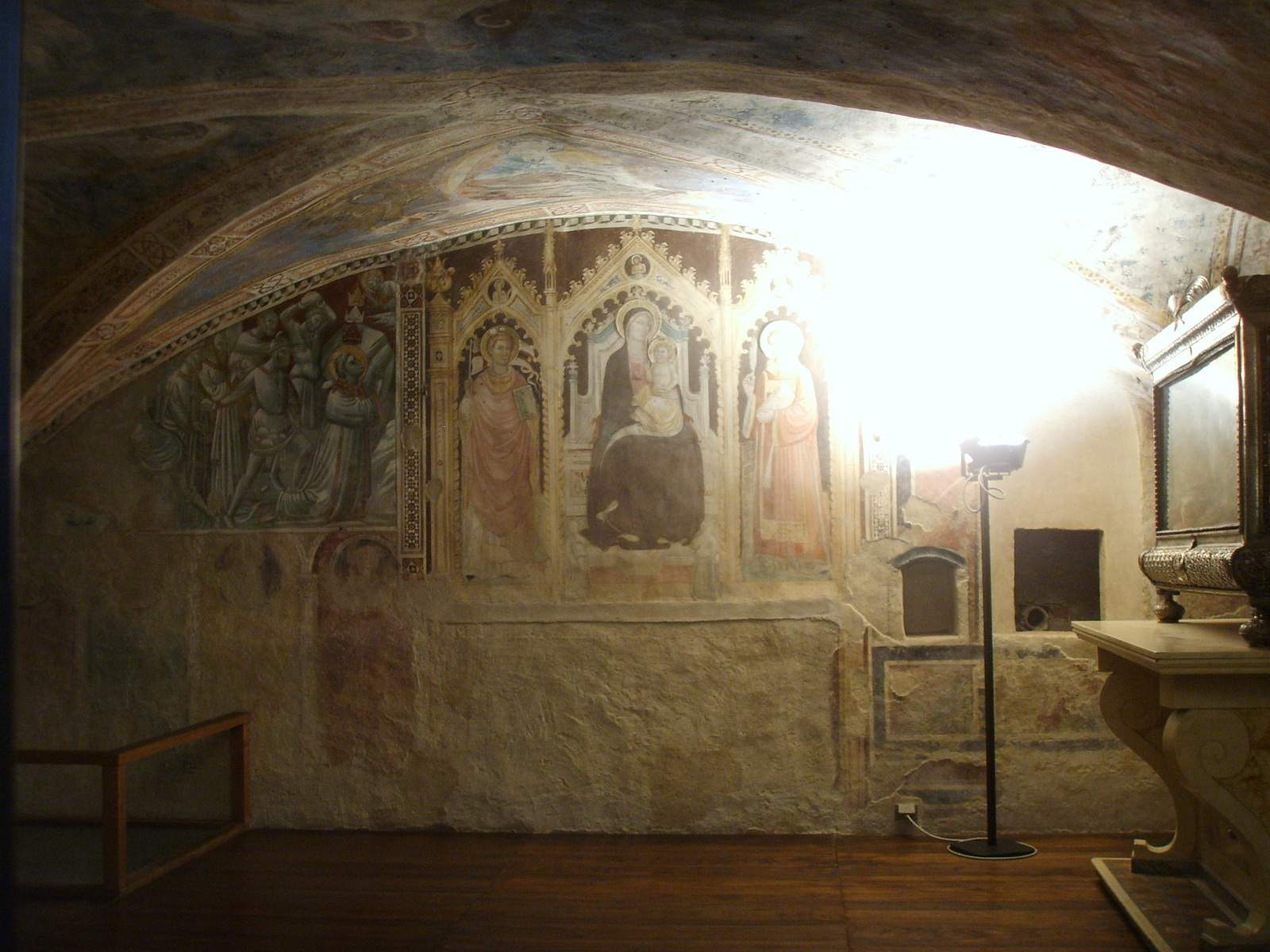
La Cappella della Compagnia di Santo Stefano

L'ingresso del Museo dal campanile conduce nelle cosiddette "Volte", vasto ambiente seminterrato coperto da volte a crociera sotto le cinque cappelle del transetto della cattedrale, realizzate nel 1320-1326 come area sepolcrale. Restano molti stemmi scolpiti e insegne dipinte, del XIV-XVIII secolo. Tra le opere più significative:
- sepoltura dei Guizzelmi, ornata da affreschi di Girolamo Ristori e Tommaso di Piero Trombetto, del 1508-1510, con la Crocifissione (derivata da un dipinto del Perugino), un Cristo risorto e il Noli me tangere;
- Cristo nel sepolcro, fra la Vergine e san Giovanni, e la figura del defunto (1340 circa), affresco di Bonaccorso di Cino, allievo di Maso di Banco;
- Buon pastore tra san Niccolò e san Francesco (1385 circa), affresco staccato nel 1871 dalla cappella Vinaccesi in cattedrale. Il dipinto è nella zona centrale delle "Volte", nella quale sono visibili anche le fondazioni dell'abside duecentesco della chiesa.

Sul fondo delle "Volte", nell'area sottostante la sacrestia della cattedrale, è la Cappella di Santo Stefano, della prima metà del Trecento, ornata sulle volte con Evangelisti e santi, opera di un anonimo pittore del tardo Trecento-inizi Quattrocento, e sulle pareti da affreschi di Pietro e Antonio di Miniato, eseguiti intorno al 1420:
- sulla parete di fondo Madonna col Bambino tra i santi Stefano e Lorenzo, Lapidazione di santo Stefano (a monocromo);
- sui fianchi Ultima cena e Orazione nell'orto degli ulivi, monocromi in terra verde.

Un moderno corridoio ottenuto con lo scavo dell'area sottostante il transetto ricollega la parte finale delle "Volte" all'Antiquarium, dove sono esposti frammenti dal periodo romano al Medioevo trovati negli scavi del 1970 tra cattedrale e palazzo Vescovile, e alla cappella sepolcrale dei Migliorati (XII secolo).

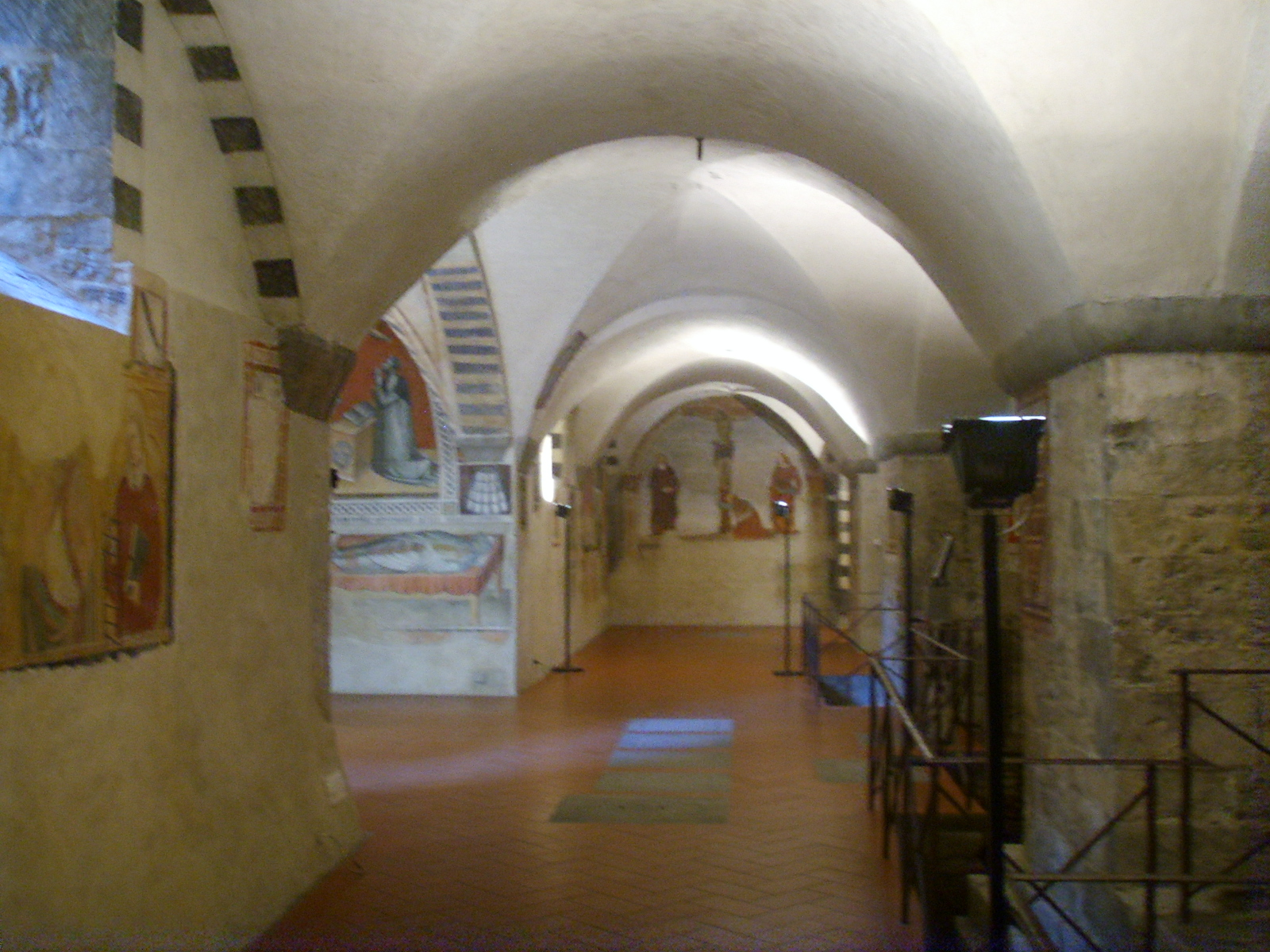
Corridoio centrale delle "Volte"
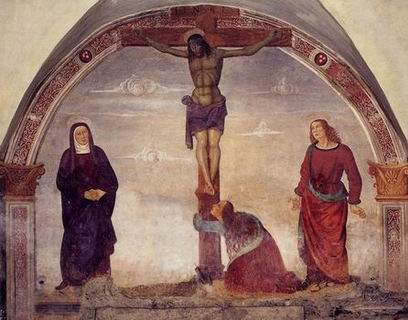
Girolamo Ristori, Crocifissione
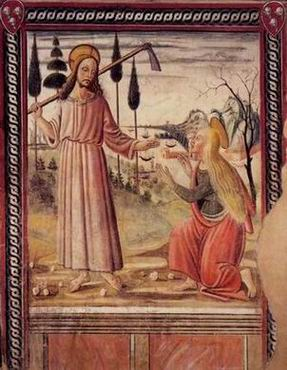
Tommaso di Piero Trombetto, Noli me tangere (1510)
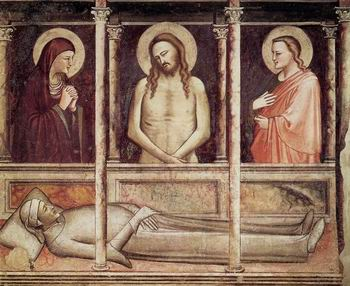
Bonaccorso di Cino, Cristo nel sepolcro
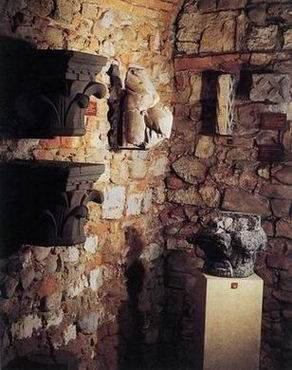
Antiquarium

### Chiostro romanico

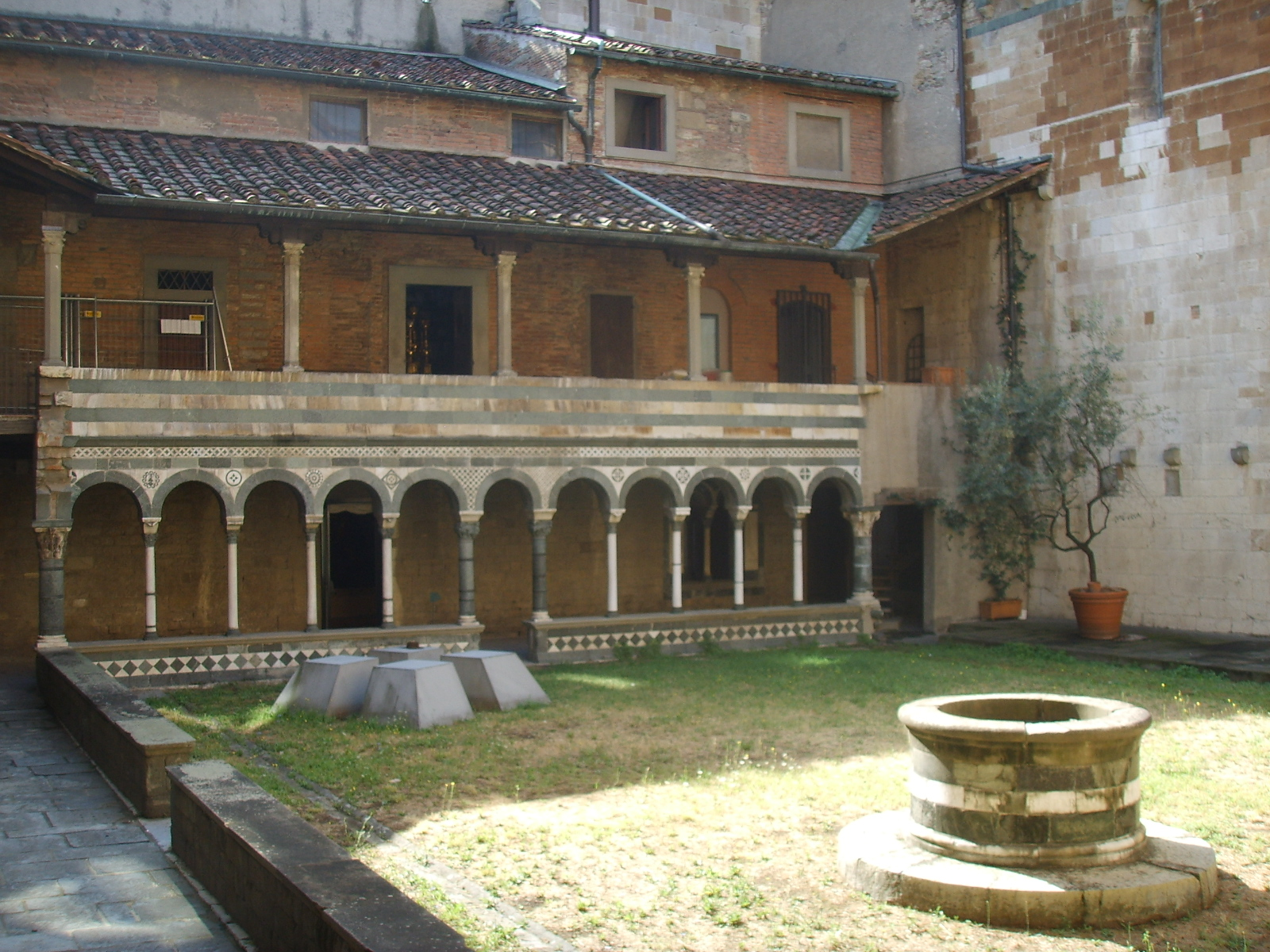
Il chiostro romanico

Dalla Sepoltura Migliorati, al termine del corridoio collegato alle "Volte", si accede al suggestivo chiostro romanico (1165 circa), in marmo bianco e serpentino verde, arricchito da tarsie marmoree, caratterizzato da originali capitelli zoomorfi - presso il varco centrale - attribuiti al Maestro di Cabestany. Del chiostro, che in origine circondava i quattro lati del cortile di fianco alla cattedrale, resta solo il lato orientale; il secondo ordine, con colonnine ottagonali e capitelli a "foglie d'acqua", fu rifatto nel 1428.

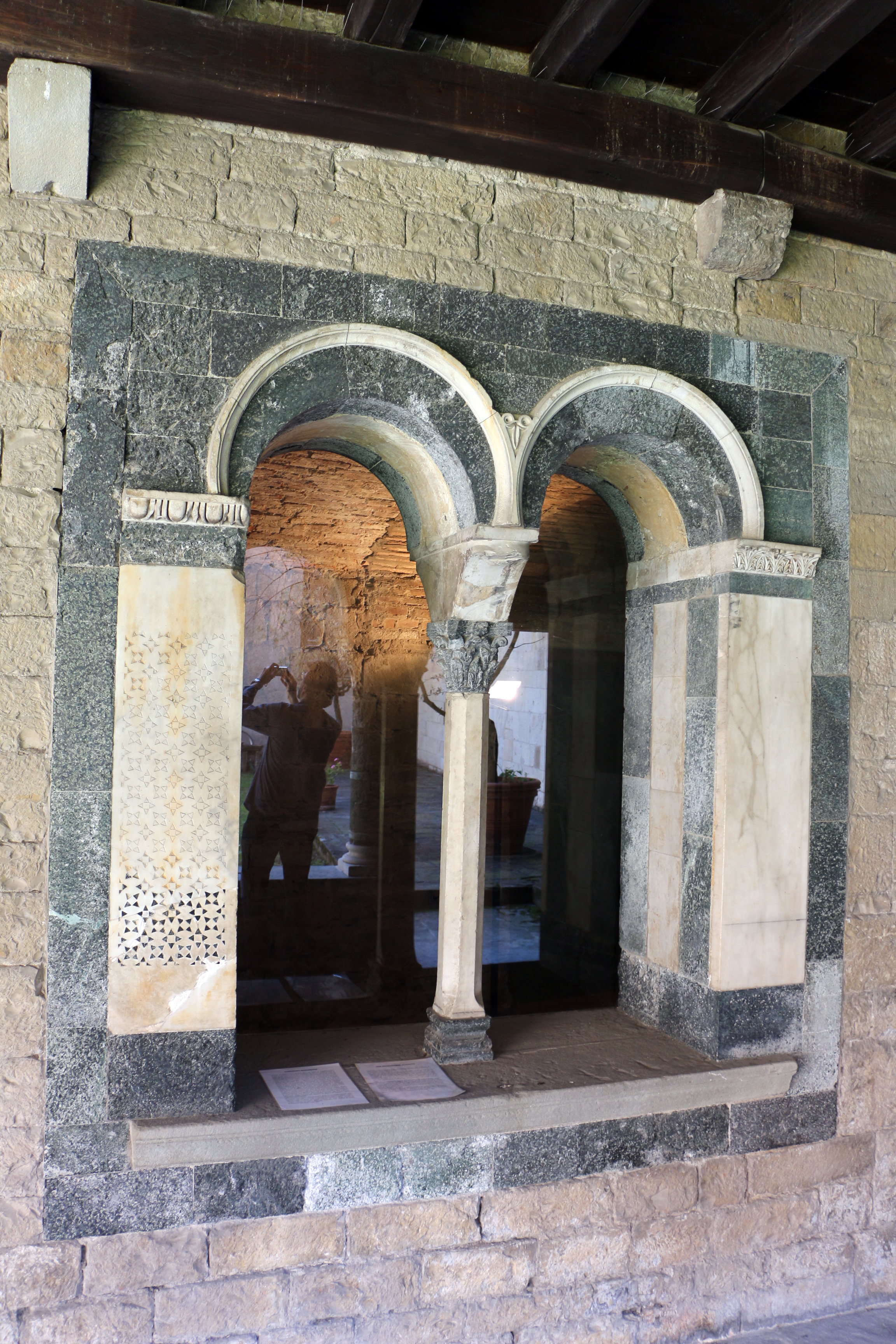
Finestra della Sepoltura Migliorati, sotto il chiostro
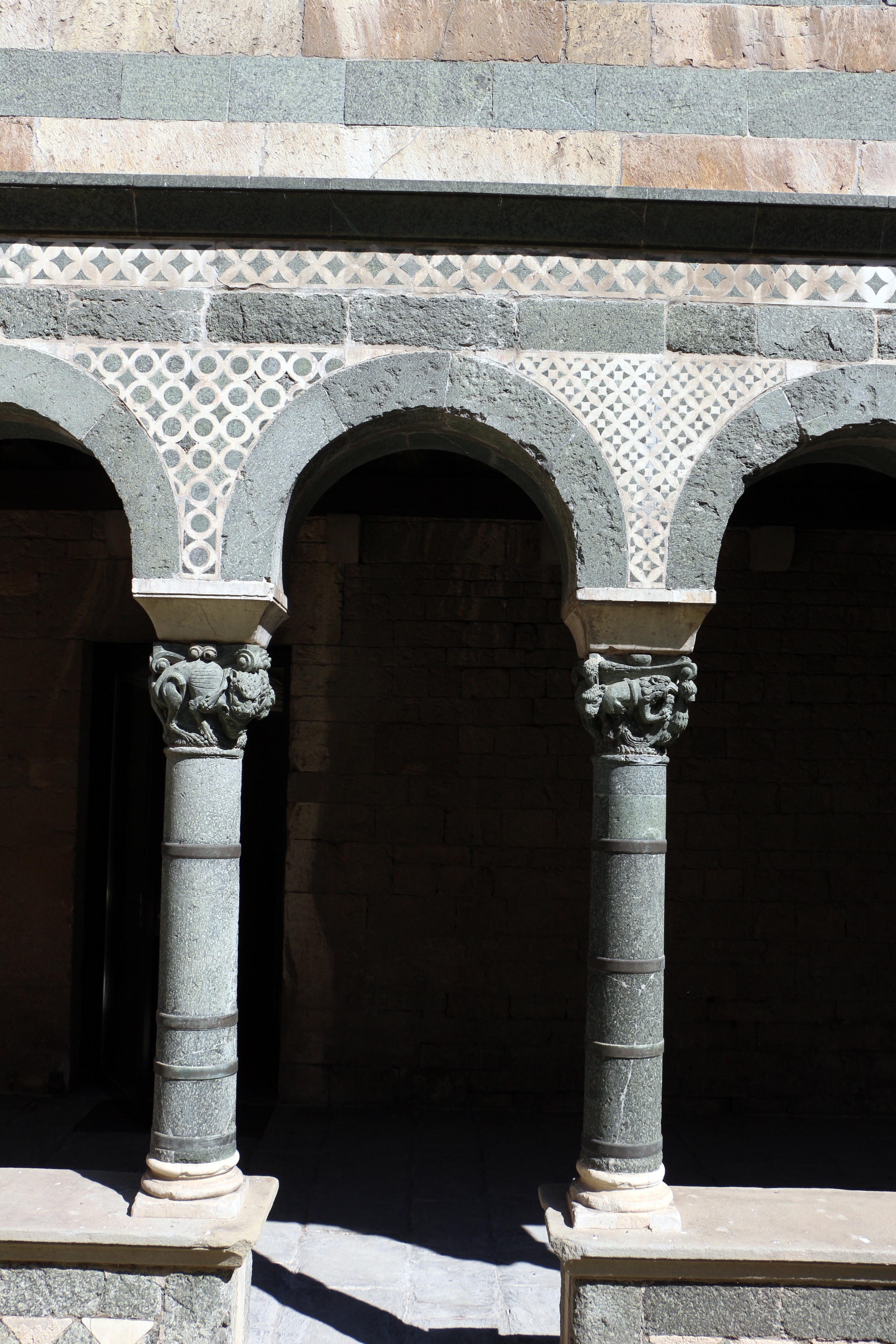
Capitelli del varco centrale, attribuiti al Maestro di Cabestany
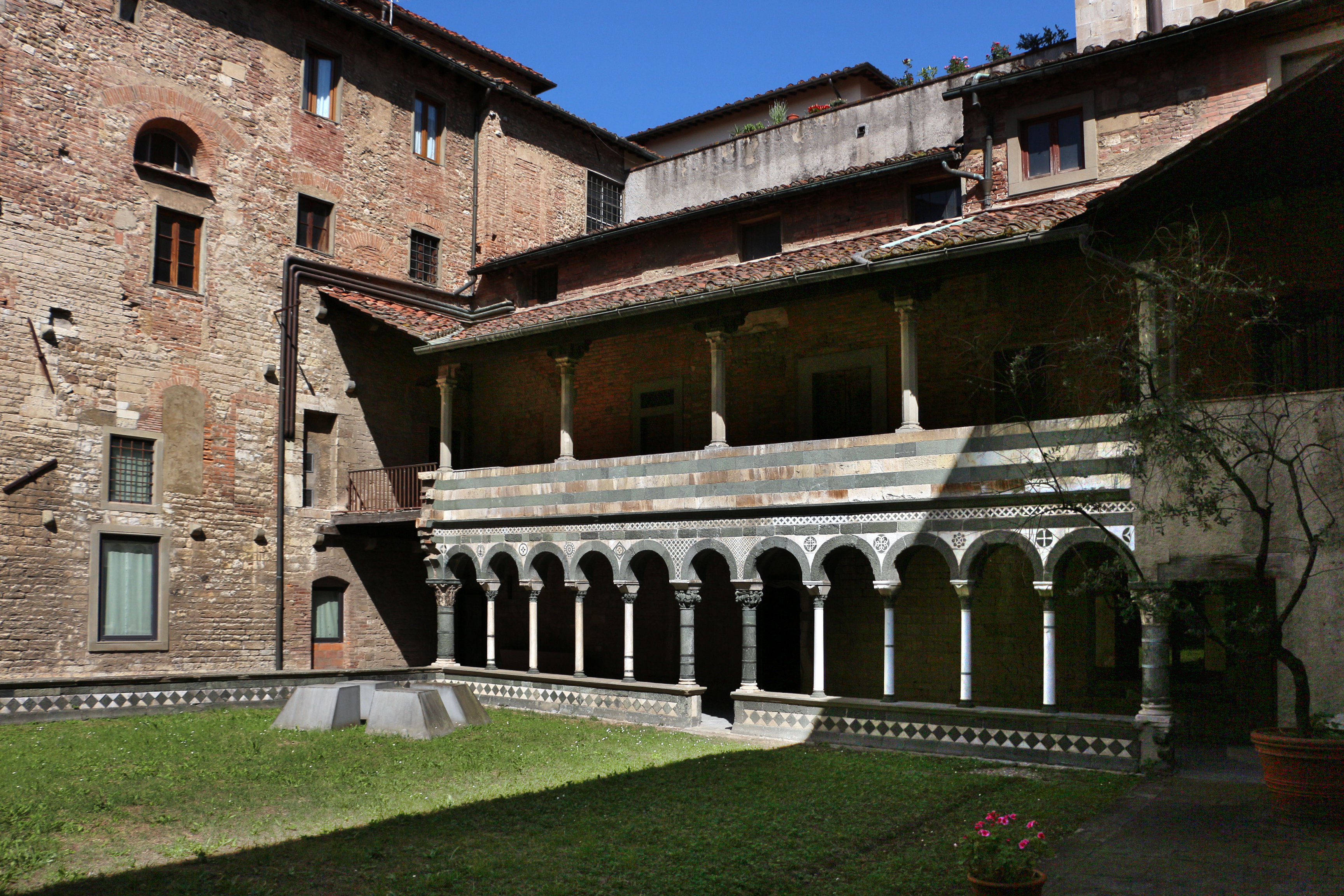
Veduta del chiostro romanico
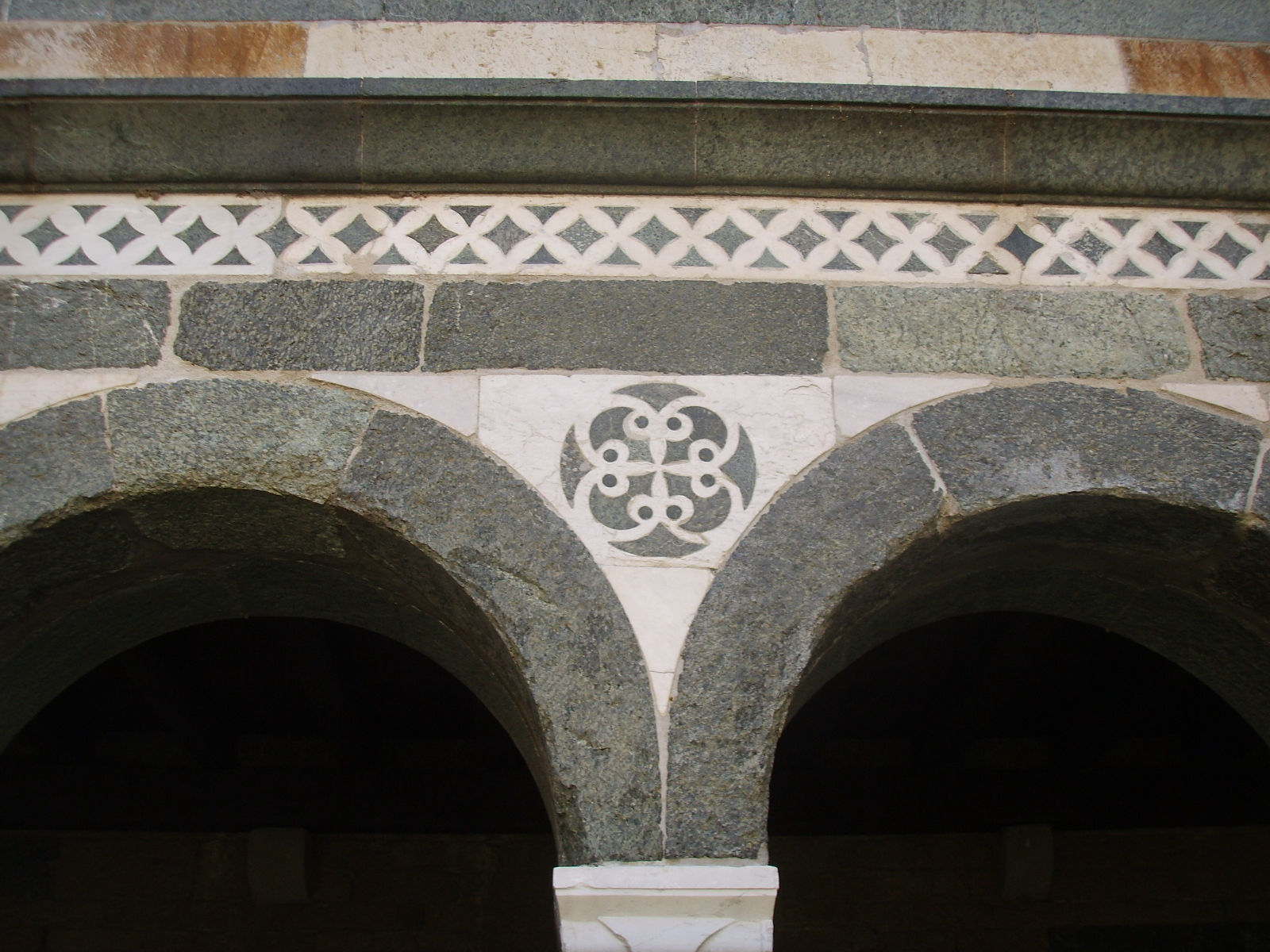
Tarsia fra le arcate del chiostro
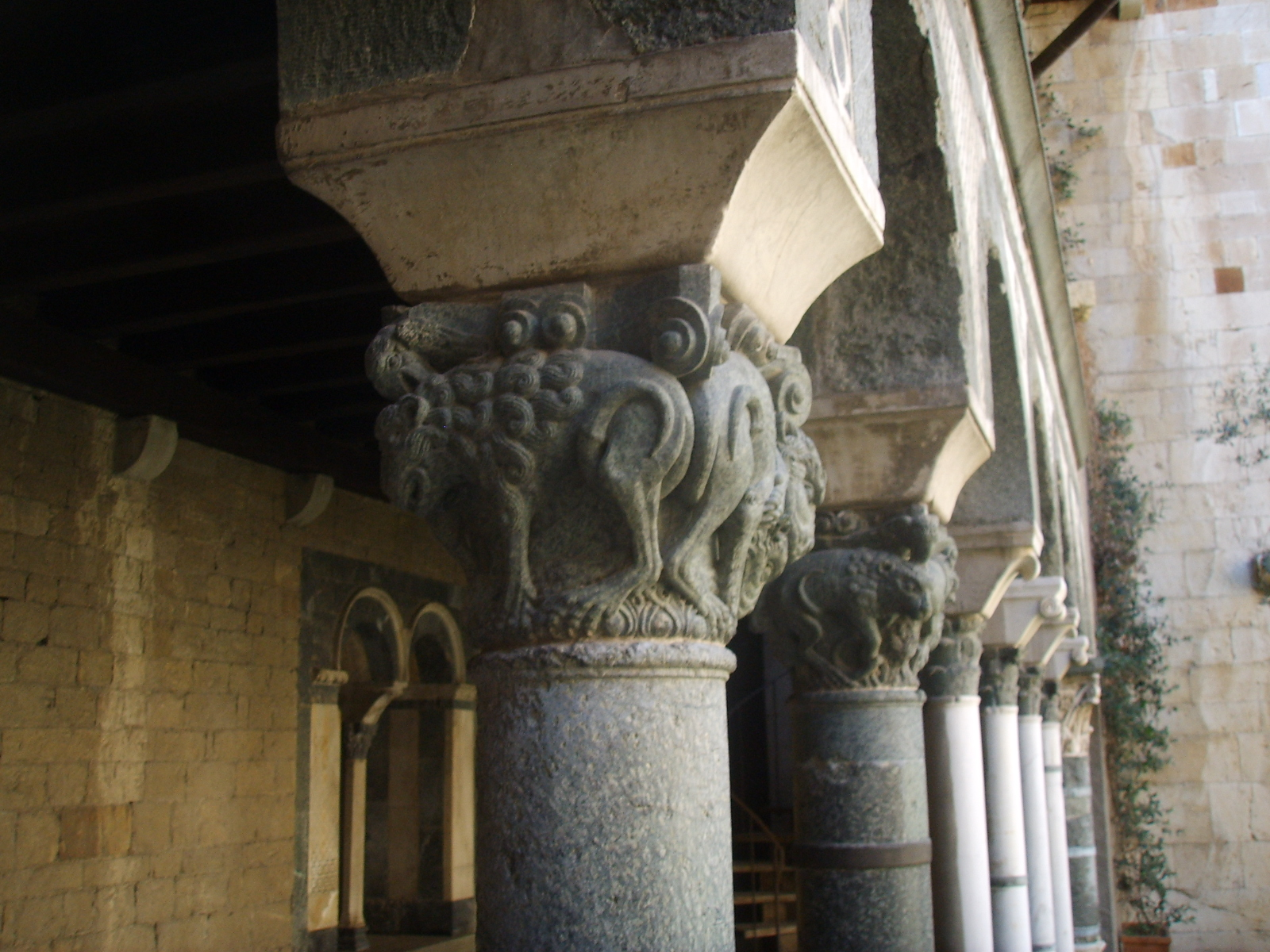
Capitelli attribuiti al Maestro di Cabestany

### Sala del Seicento

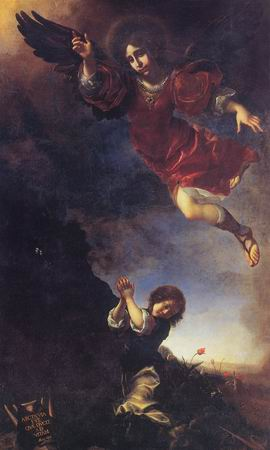
Carlo Dolci, Angelo custode (1670-75)

Sotto il chiostro romanico è l'accesso alla sala successiva del museo, che mostra resti della struttura medievale, dove sono collocati interessanti dipinti su tela e supplettile liturgica, databili dal XVII al XIX secolo. Di rilievo:
- un Crocifisso da altare, in bronzo, realizzato da Antonio Susini, allievo del Giambologna;
- Santa Cecilia (1615-1620), dipinta da Matteo Rosselli;
- Maria Vergine che porge il Bambino a san Francesco d'Assisi (1619 circa), di Jacopo Chimenti detto l'Empoli, bozzetto per il soffitto del Duomo di Livorno;
- Angelo custode (1670-1675), capolavoro di Carlo Dolci, uno dei maggiori maestri del Seicento fiorentino, proveniente dal transetto della cattedrale, come le due successive pale:
- San Pietro d'Alcantara che comunica santa Teresa d'Avila (1683), del fiammingo Livio Mehus;
- Martirio di san Lorenzo (1665-1670), iniziato da Mario Balassi e completato da Carlo Dolci;
- un Crocifisso da altare (fine del XVII secolo), in bronzo, di ambito dell'Algardi;
- un ostensorio (1729-1730), eseguito da Lorenzo Loi, proveniente dal Duomo;
- un originalissimo Calice di Cosimo Merlini (1635 circa);
- Trasporto della salma di santo Stefano (1865), originalissima composizione del pittore pratese Alessandro Franchi.

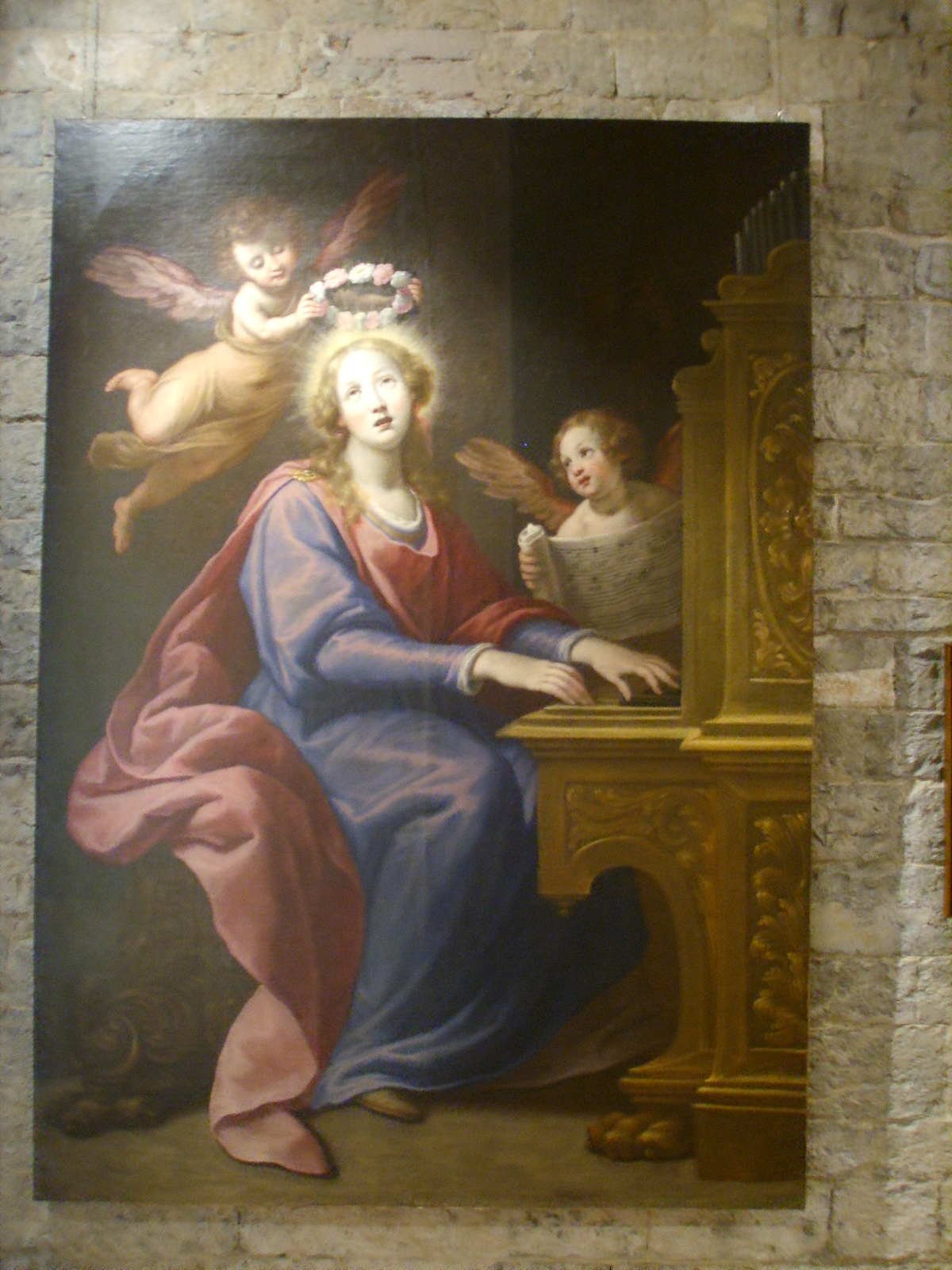
Matteo Rosselli, Santa Cecilia
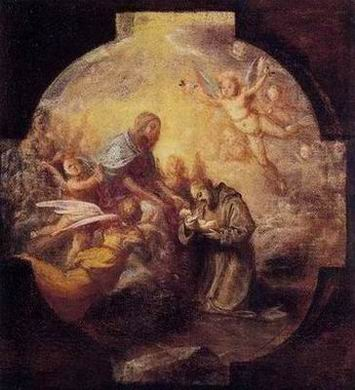
L'Empoli, la Vergine e san Francesco
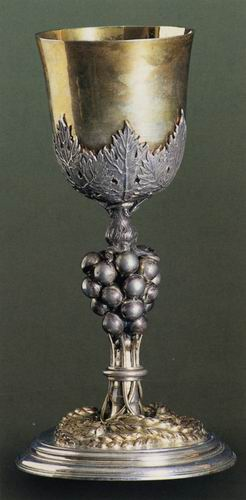
Calice di Cosimo Merlini
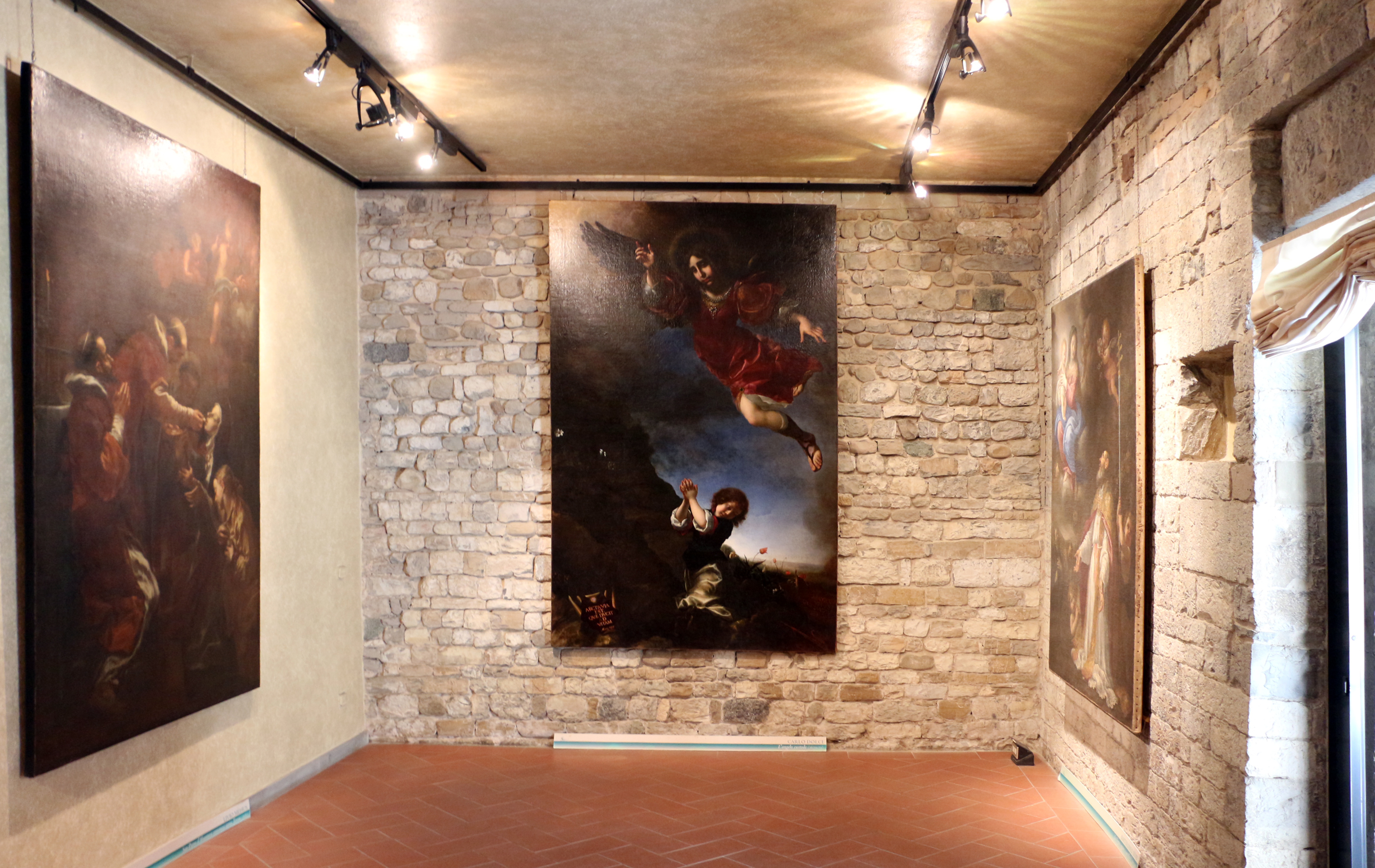
Veduta della Sala del Seicento
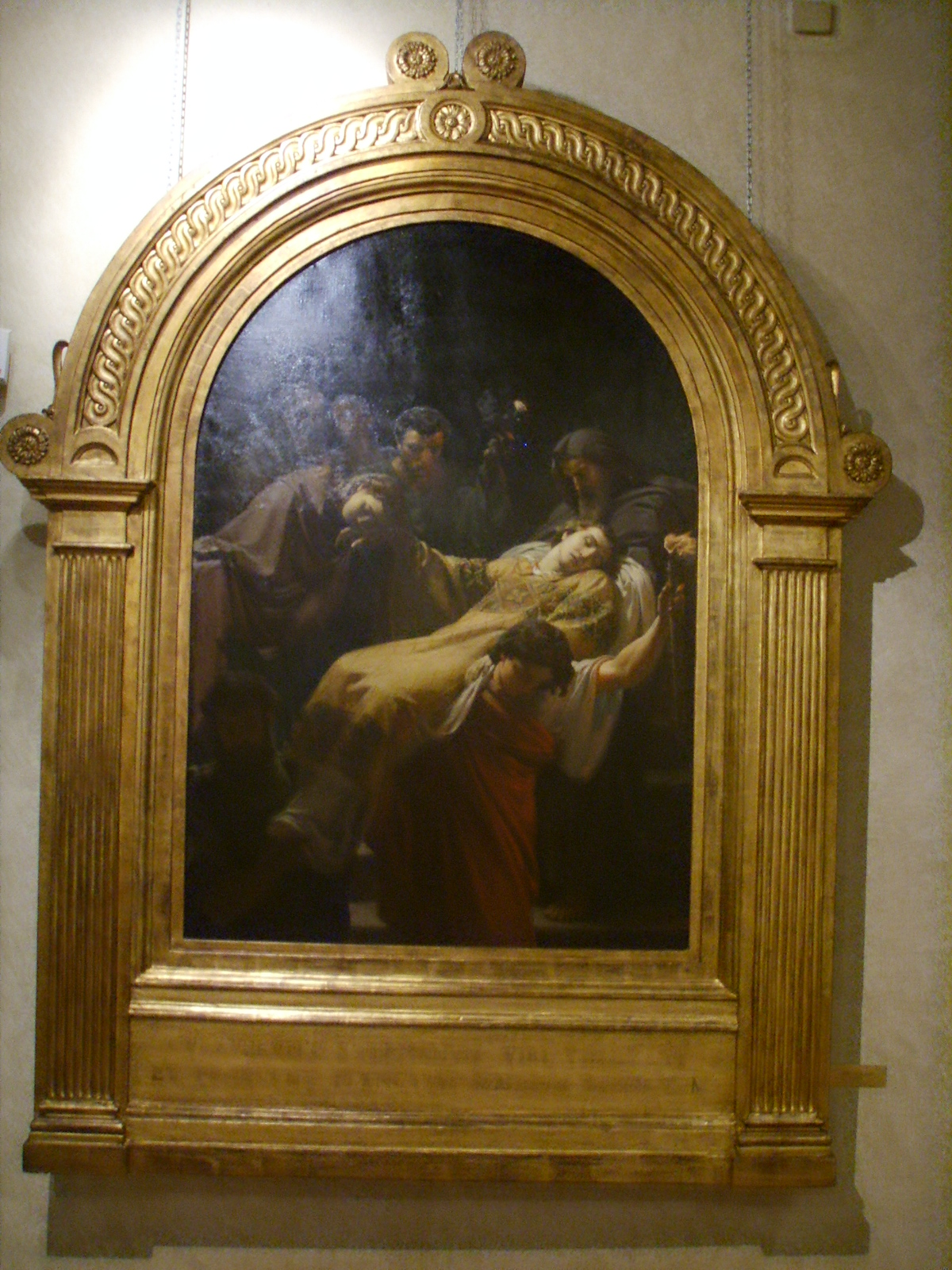
Alessandro Franchi, Trasporto di Santo Stefano

### Sala del Cinquecento

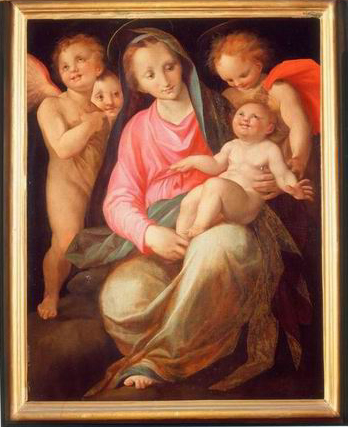
Maso da San Friano, (1560 circa)

Utilizzata anche per esposizioni temporanee, la sala ospita dipinti di piccolo-medio formato, da devozione privata, tra i quali:
- due dipinti su tavola con la Madonna e il Bambino (1560-1565), di Maso da San Friano;
- una Madonna col Bambino di Francesco Brina;
- un Battesimo di Cristo di Francesco Curradi.

### Sala del Pulpito di Donatello

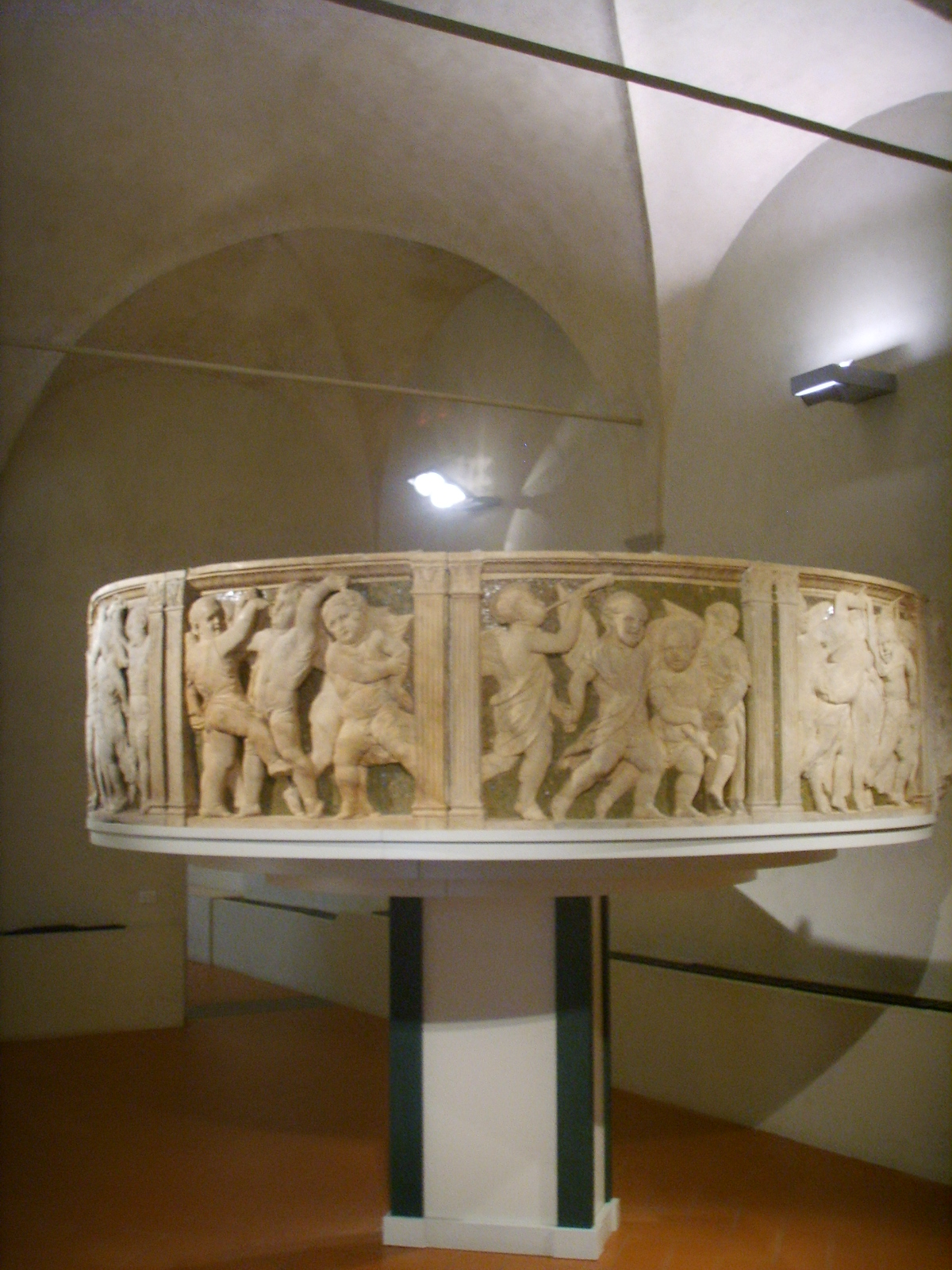
Donatello, parapetto del Pulpito (1434 - 1438)

La sala, ristrutturata nel Quattrocento, prende nome dal celebre Pulpito realizzato da Donatello e Michelozzo sull'angolo esterno della facciata della cattedrale per le ostensioni solenni della reliquia della Sacra Cintola. Le opere esposte nell'ambiente sono:
- il parapetto del pulpito esterno della cattedrale (1434-1438), realizzato da Donatello e dalla sua bottega. Nel 1970 i rilievi vennero tolti dall'ubicazione originale per le cattive condizioni di conservazione, sostituendoli con calchi in resina. Dopo un laborioso restauro col laser a infrarossi (completato nel 1999), curato dall'Opificio delle pietre dure di Firenze, il complesso ha recuperato leggibilità e unità. Il parapetto, di grande suggestione, ripropone le forme di un tempietto circolare su pilastrini scanalati che lo dividono in sette riquadri, all'interno dei quali si intreccia la danza dal ritmo incalzante (una Farandola) di gruppi angelici festanti, resi pittoricamente grazie allo “stiacciato”, ai complessi scorci prospettici e al mosaico dei fondi;
- il capitello in bronzo sottostante il Pulpito (sostituito da una copia sulla facciata della cattedrale), splendida composizione ispirata ai capitelli romani del periodo imperiale, arricchita da puttini, volute, forme vegetali, fuso nel 1433 da Michelozzo e Maso di Bartolomeo, su disegno di Donatello;
- la Capsella della Sacra Cintola (1446-1448), in rame dorato, osso e corno, che fino al 1633 conservò la reliquia, rielabora il motivo donatelliano della danza dei putti tra le colonne di un tempietto. Fu realizzata da Maso di Bartolomeo, allievo di Donatello;
- una lunetta di Andrea della Robbia con San Ludovico tra due angeli (1480 circa) e il coevo Stemma Bocchineri (un gallo), eseguiti per la facciata dell'Oratorio di San Ludovico a Prato (Via Garibaldi), dove saranno sostituiti da copie;
- un busto di San Lorenzo, opera della metà del Quattrocento di scuola donatelliana, proveniente da Pizzidimonte;
- il Gesù bambino benedicente (1486) di Francesco di Simone Ferrucci, ispirato a un prototipo di Desiderio da Settignano

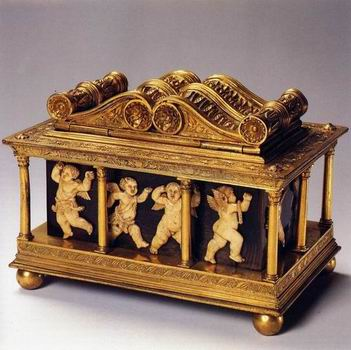
Maso di Bartolomeo, capsella della Sacra Cintola (1446-48)
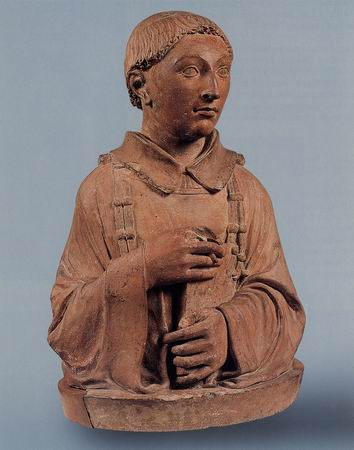
Busto in terracotta di San Lorenzo, scuola donatelliana
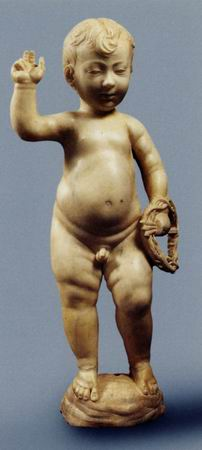
Francesco di Simone Ferrucci, Gesù bambino benedicente
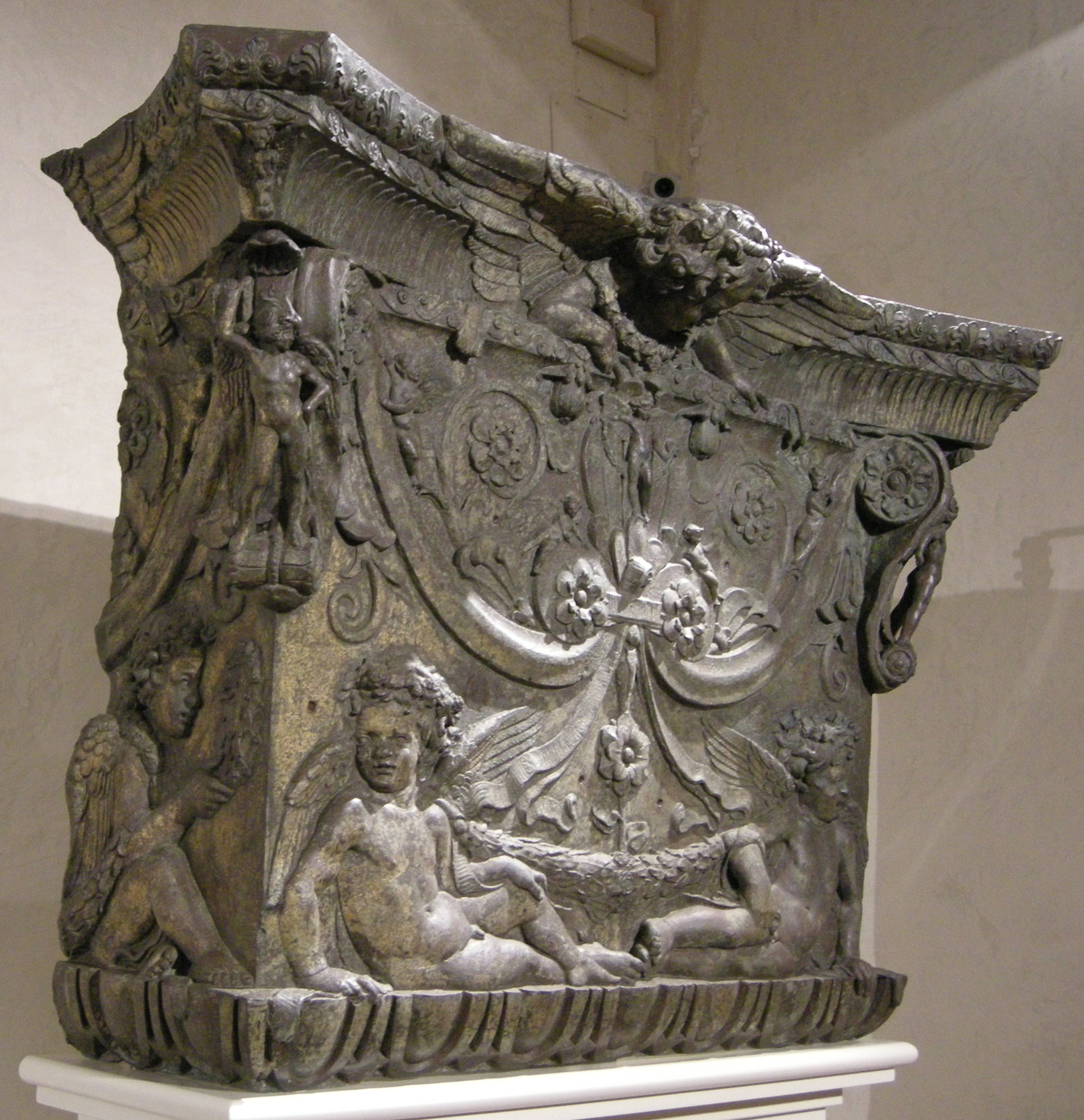
Capitello in bronzo del Pulpito di Donatello, 1433
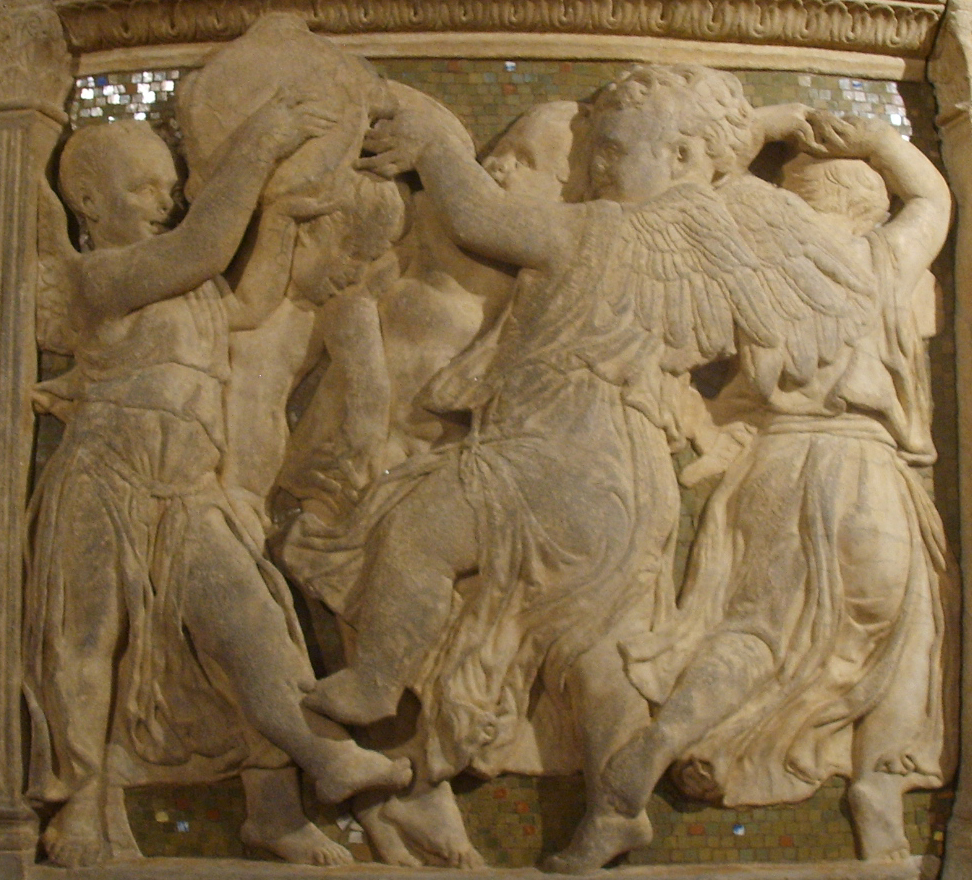
Pulpito di Donatello, particolare di un rilievo del parapetto

### Sala del Rinascimento

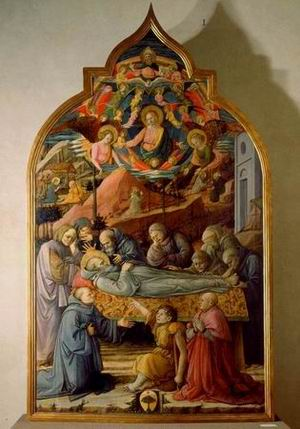
Filippo Lippi, Esequie di San Girolamo

L'ambiente, di struttura medievale ma con volta quattrocentesca, conserva opere del XV-XVI secolo. Di particolare interesse: 
- Trinità (1435-1440), tavola cuspidata a fondo oro, attribuita ad Apollonio di Giovanni;
- Beato Iacopo da Todi (1434 circa), di Paolo Uccello, affresco staccato dalla Cappella dell'Assunta in cattedrale;
- Pala d'altare con Sacra Conversazione raffigurante la Madonna col Bambino tra san Giusto e san Clemente (1449), dipinta dal cosiddetto Maestro della Natività di Castello, stretto collaboratore di Filippo Lippi;
- Pala d'altare con le Esequie di san Girolamo (1455 circa), capolavoro di Filippo Lippi, commissionata dal proposto Geminiano Inghirami per la cattedrale;
- San Nicola e san Giusto (1460 circa), frammento di pala da altare dipinta da Domenico di Michelino
- Crocifisso (1490 circa), dipinto sulle due facce di una tavola sagomata, opera di Sandro Botticelli;
- Santa Lucia (1480 circa), opera di pittore fiorentino;
- Annunciazione (1470 circa), di bottega lippesca;
- Annunciazione (1509), vetrata, di fra Paolo di Mariotto da Gambassi;
- Pala con la Immacolata concezione (1567), del veronese Sebastiano Vini.

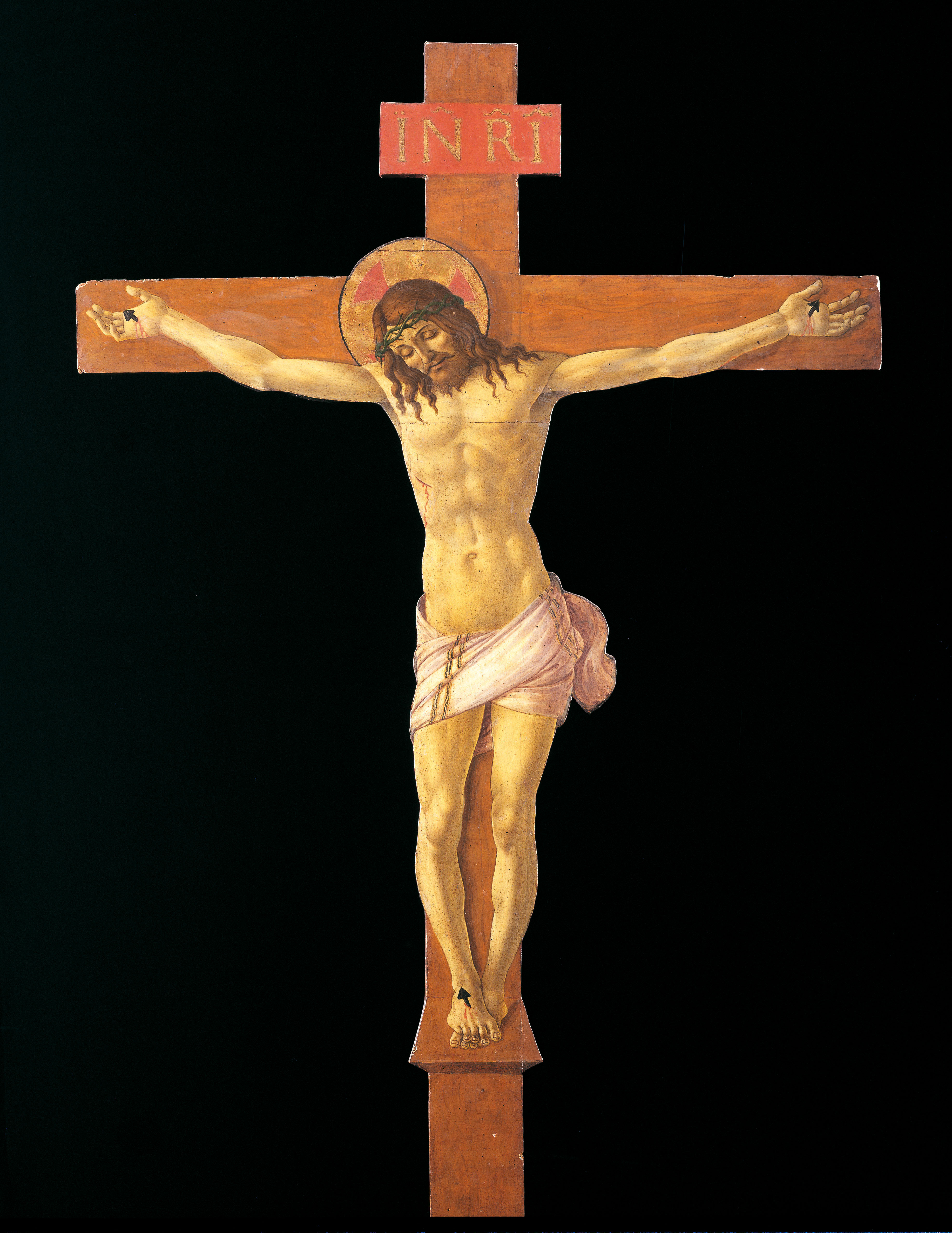
Sandro Botticelli, Crocifisso
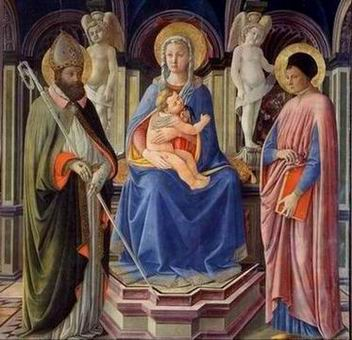
Maestro della Natività di Castello, Madonna e il Bambino e santi (1449)
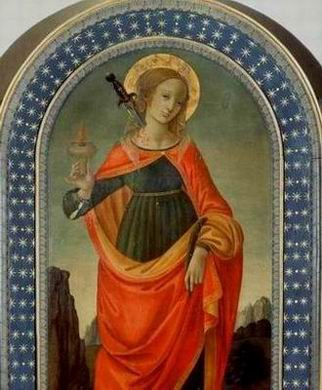
Pittore fiorentino del 1480 circa, Santa Lucia
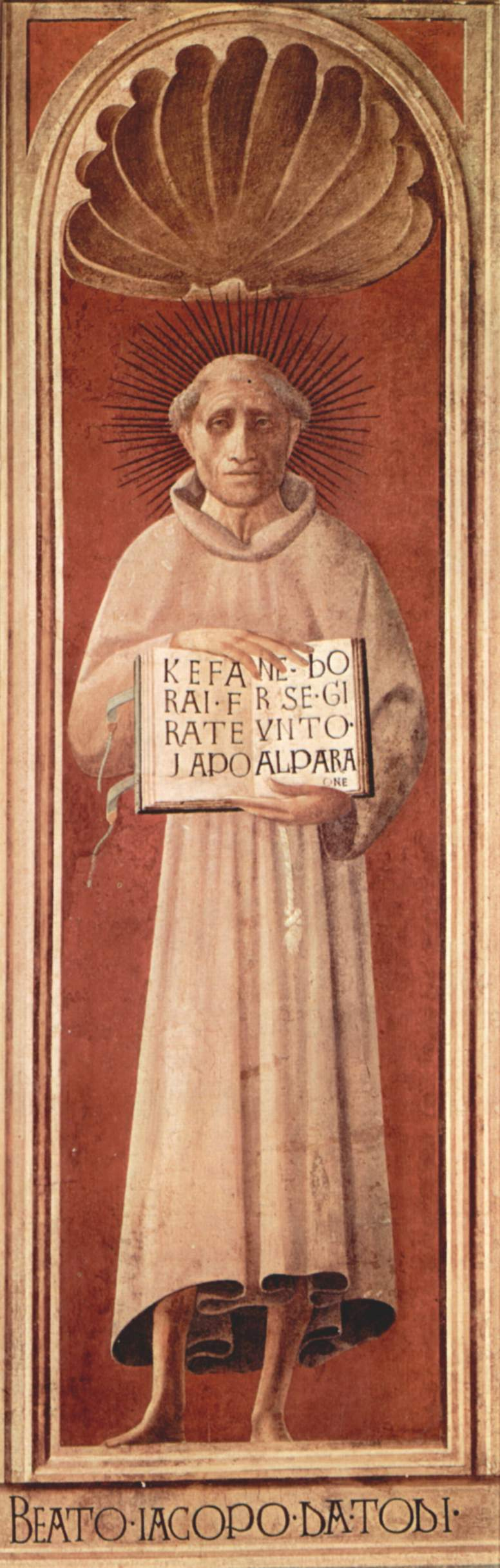
Paolo Uccello, Beato Iacopo da Todi

### Area di scavo - Sezione archeologica

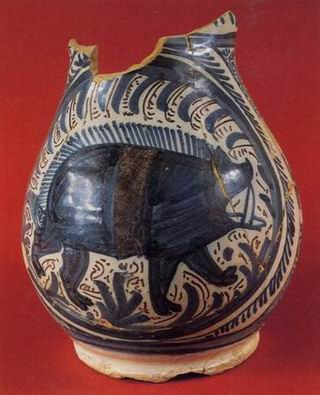
Resti ceramici basso medievali

Dalla Sala del Rinascimento si scende nella zona seminterrata, con l'area archeologica, realizzata per collegare due sezioni del Museo. Lo scavo ha consentito il recupero di vari reperti che attestano la frequentazione della zona dal periodo etrusco alla formazione del nucleo abitato longobardo. La parete nord dell'ambiente è un tratto delle mura urbane di Prato, del XII secolo. Interessanti, per la storia della città, vari reperti: 
- frammenti ceramici di una Kelebe etrusca (IV secolo a.C.), resti di vetri romani, frammenti di olle, catini e boccali medievali;
- sepoltura femminile (IX secolo);
- resti di due fornacette, probabilmente da metalli (IX-X secolo).

### Sala della Sacra Cintola

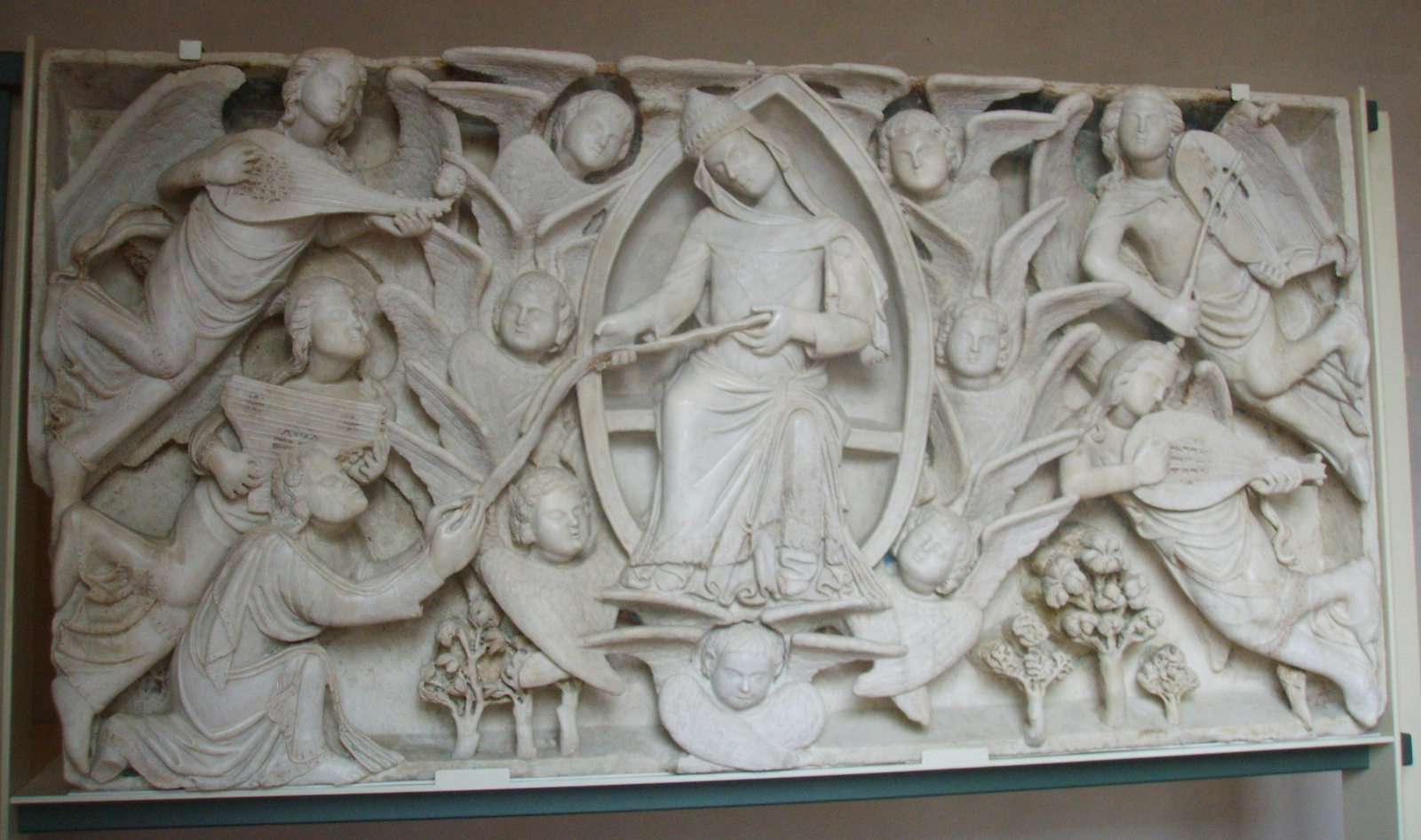
Niccolò di Cecco del Mercia, Assunta che dà la Cintola a San Tommaso

Dall'area di scavo si risale a un ambiente, antico loggiato trecentesco, dedicato al culto della Sacra Cintola, preziosa reliquia mariana venerata a Prato, secondo antiche tradizioni, fino dal XII secolo (sicuramente presente nella chiesa dalla prima metà del Duecento): 
- Maria Vergine assunta in cielo dona la cintola a san Tommaso e San Tommaso che consegna la cintola ad un sacerdote (1358-1360), lastre marmoree ad altorilievo per un pulpito esterno (precedente a quello di Donatello), opera del senese Niccolò di Cecco del Mercia;
- Teca della Sacra Cintola (1638), realizzata in oro, argento dorato, cristallo di rocca e smalti da un orafo milanese; fu utilizzata fino al 2008;
- Contenitore in argento per la teca della Sacra Cintola, XVII secolo;
- abiti per la statua della Madonna della Cintola (XVII-XX secolo), utilizzati per ornare la Madonna di Giovanni Pisano sull'altare della Cintola in Cattedrale;
- suppellettili sacre (XVII - XVIII secolo), in argento, appartenenti al corredo della Cappella della Cintola;
- Dormitio Virginis (1983), modello in gesso del paliotto di Emilio Greco per l'altare della Cintola, realizzato dopo il furto (1980) del paliotto settecentesco.

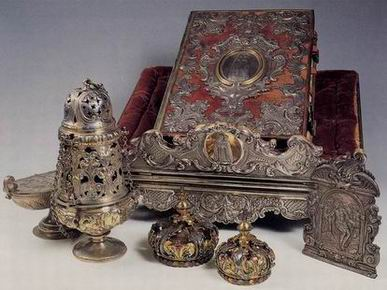
Corredo dell'altare della Sacra Cintola
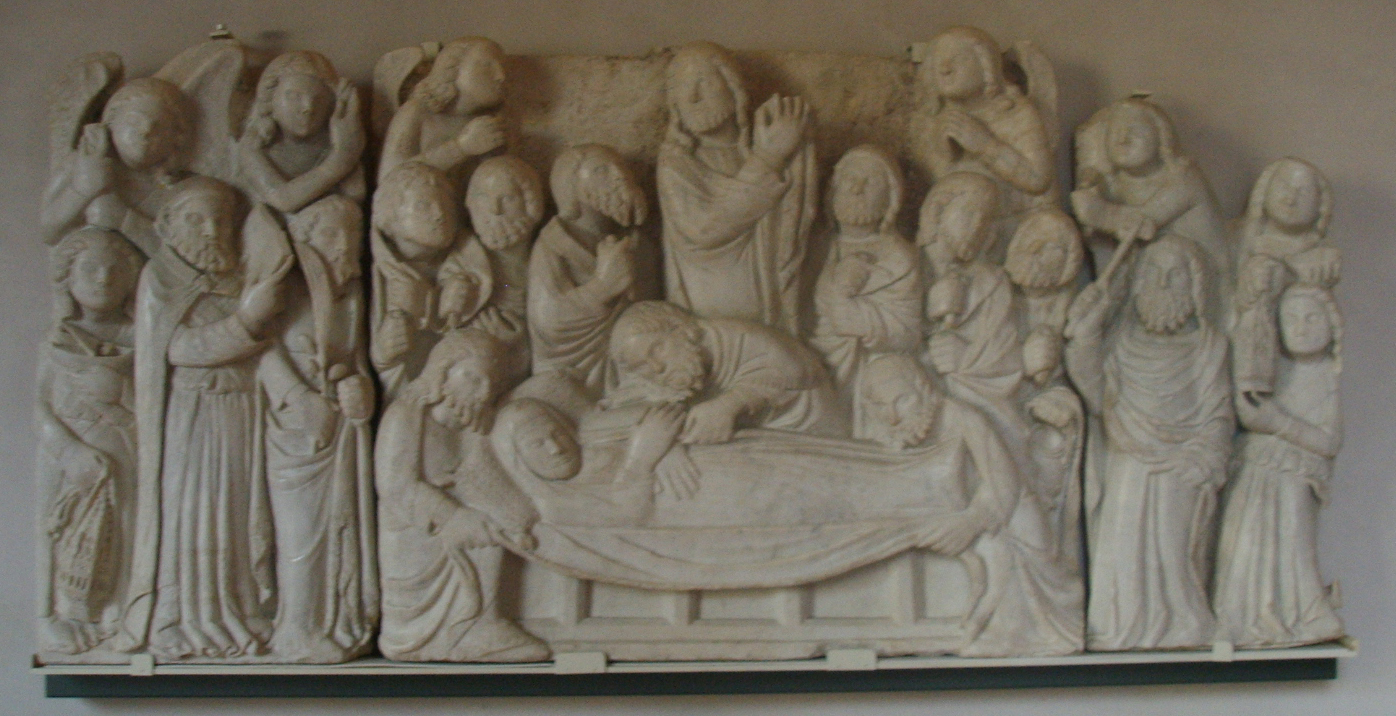
Niccolò di Cecco del Mercia, Dormitio Virginis
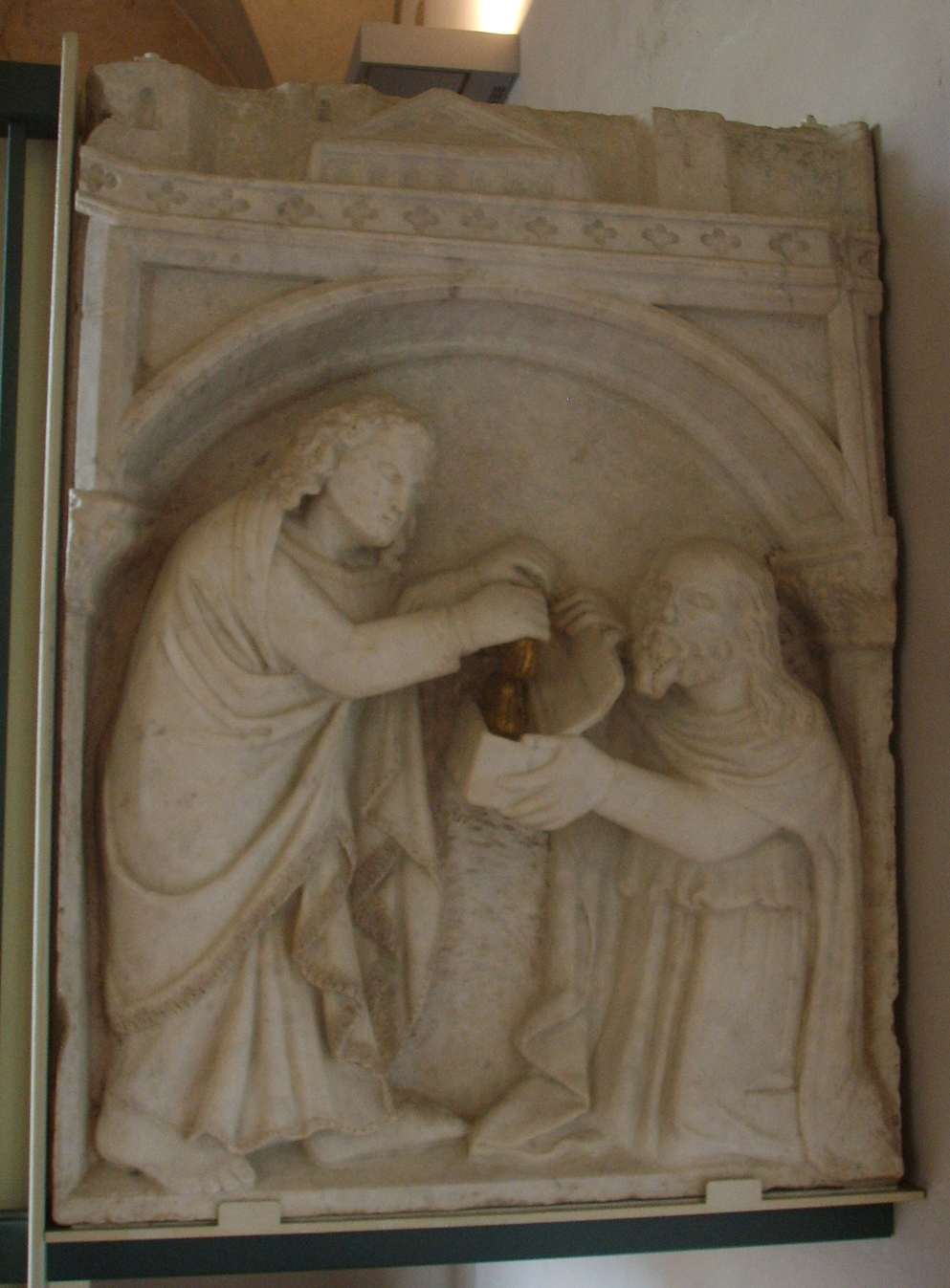
Niccolò del Mercia, Tommaso consegna la Cintola a un sacerdote

### Sala dei Corali e dei Parati

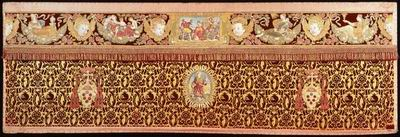
Paliotto cinquecentesco

Contigua alla precedente è una sala di struttura tre-quattrocentesca dove si conservano:
- quattro graduali miniati provenienti dalla cattedrale: il Corale D (1429-1430) presenta decorazioni, eseguite da Rossello di Jacopo Franchi e Matteo Torelli; il Corale C (1435) miniato da Meo di Frosino; i Corali B e A (1501) opera di Attavante Attavanti;
- Parato di santo Stefano (1590 circa), in velluto rosso controtagliato arricchito con ricami figurati su fondo in teletta d'oro, donato alla chiesa pratese dal proposto, il cardinale Alessandro de' Medici (poi papa Leone XI); il parato è composto da piviale e pianeta, con preziosi ricami ad or nué, e paliotto con ricami in applicazione, su probabile disegno di Giovanni Maria Butteri;
- lavabo (1487), in pietra serena, di Lorenzo di Salvadore (forse su disegno di Giuliano da Sangallo), proveniente dalla sacrestia della cappella della Cintola;
- Braciere rinascimentale in ferro battuto, della bottega di Maso di Bartolomeo;
- ostensorio (inizio del XVIII secolo), opera di Bernardo Holzmann, commissionato dai conti Bardi di Vernio;
- Pace del XVI secolo, attribuita a Danese Cattaneo;
- Suppellettile sacra in argento del XVII-XVIII secolo.

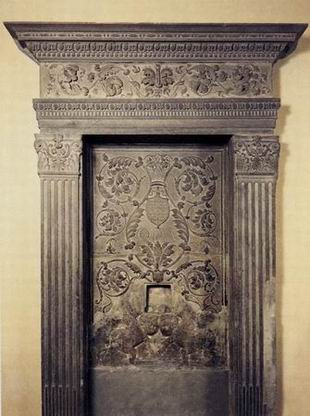
Lorenzo di Salvatore, Lavabo (1487)
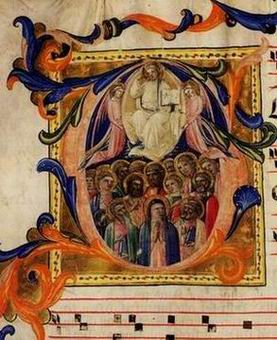
Matteo Torelli, Corale C
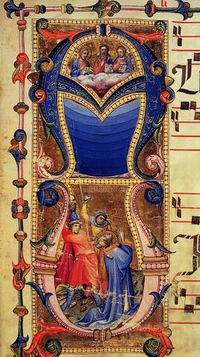
Rossello Franchi, Corale D
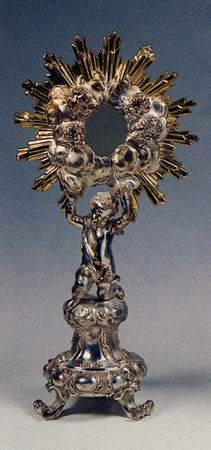
Bernardo Holzmann, Ostensorio
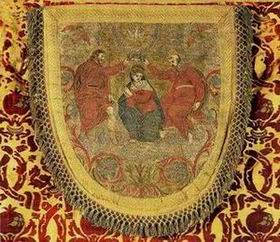
Parato di Santo Stefano, "scudo" del Piviale

### Sala del Duecento e Trecento

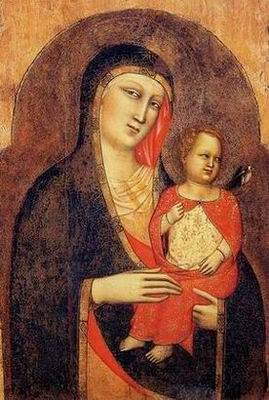
Maestro di San Lucchese, Madonna col Bambino (1360 circa)

Al termine del percorso museale, la sala ospita importanti sculture e dipinti (soprattutto parti di polittici) dal XIII agli inizi del XV secolo, di provenienza pratese, e suppellettile sacra coeva:
- Testa di Cristo (1220-1230), parte di un imponente Crocifisso, in legno policromo, di anonimo scultore aretino;
- Madonna del latte (1250 circa), affresco staccato proveniente da un portale laterale della cattedrale;
- Madonna in trono fra i santi Michele arcangelo, Pietro e Paolo, con il committente abate Benvenuto (1262 circa), altorilievo in arenaria, di Giroldo da Como, proveniente dalla Badia di Montepiano;
- Antifonario miniato (1270-1280);
- Madonna col Bambino (1330 circa), scultura lignea, opera di un anonimo artista toscano;
- Madonna del Parto (1320 circa), tavola, Maestro di Mezzana, proveniente dalla Pieve di Santo Stefano;
- Madonna col Bambino (1360 circa) di ambito orcagnesco (attribuita al Maestro di San Lucchese), proveniente da San Paolo a Carteano;
- due pannelli cuspidati di polittico con San Giacomo e San Giovanni Battista (1365 circa) di Giovanni Bonsi, provenienti dal Duomo;
- Annunciazione (1410 circa), attribuita a Lorenzo di Niccolò, proveniente da Pizzidimonte;
- due pannelli di polittico con coppie di santi (San Matteo e san Giovanni, San Giacomo e sant'Antonio abate), dipinti su tavola del 1415 circa, opera di Giovanni Toscani: si ritiene che la parte centrale sia oggi conservata al Museum of Art di Philadelphia (USA) e raffigura una Madonna col Bambino; provengono dal convento di San Bartolomeo del Carmine;
- Crocifissione (1410 circa), tempera su tavola cuspidata attribuita a Cenni di Francesco di ser Cenni, proveniente da San Biagio a Cantagallo;
- calici e croci astili (XIV - XV secolo), in rame dorato.

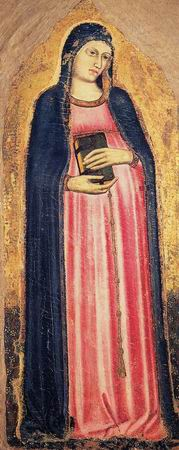
Maestro di Mezzana, Madonna del parto (1320 circa)
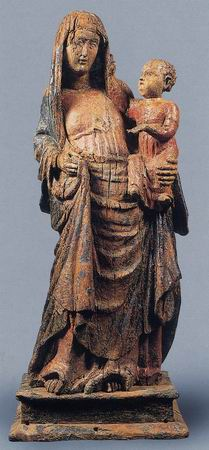
Scultore toscano, Madonna col Bambino, scultura lignea del 1330 circa
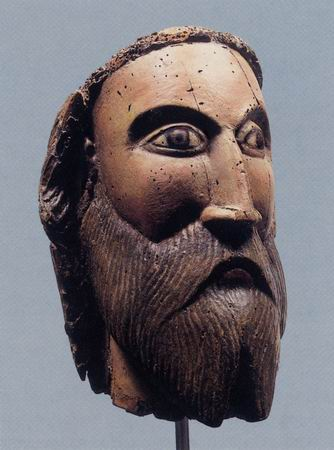
Scultore toscano, Testa di Cristo, scultura lignea del 1220-30
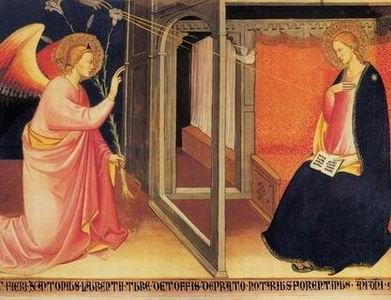
Lorenzo di Niccolò, Annunciazione (1410 circa)
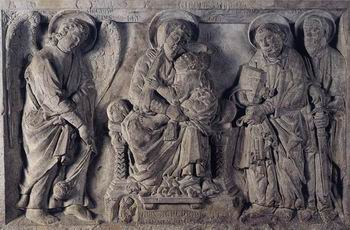
Giroldo da Como, Madonna in trono, i santi Michele, Pietro e Paolo, e l’abate Benvenuto
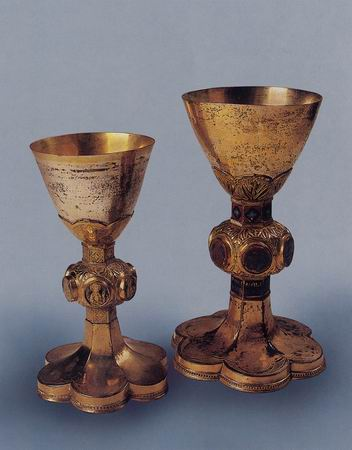
Calici del XIV-XV secolo da chiese della diocesi di Prato
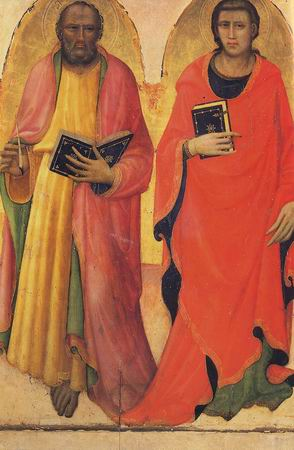
Giovanni Toscani, San Matteo e san Giovanni (1415 ca)